# オヒョウ (植物)
オヒョウ（於瓢、学名: Ulmus laciniata）はニレ科ニレ属の落葉高木。日本列島から北東アジアの山地に分布し、山地に生える。和名のオヒョウは、アイヌ語に由来する。

## 名称
樺太の白浦地方では樹皮をアイヌ語でオピウ（opiw）とも呼び、和名「オヒョウ」の名称はこれに由来する。アイヌ語ではオヒョウの樹皮と繊維をアッ（at）、それが採れる木をアッニ（atni）ともよんでいる。樺太の方言ではそれぞれアㇵ（ah）、アㇵニ（ahni）という。ただしアイヌ語学者の知里真志保によれば、アイヌ語には植物の部分の呼び名はあっても、元来は植物そのものの名前はないとされる。樹皮が特別にオピウとよばれるのは、アイヌにとってこの樹皮が特別役に立つものであったからである。俗説として、葉の形を魚のオヒョウになぞらえる人もいるが、これについては懐疑的な見方もされている。
別名アツシノキ（厚司の木）、ヤジナ（矢科）、ネバリジナ（粘科）。アツシ、アツニ、マルバオヒョウ、マルバオヒョウニレ、テリハオヒョウの別名もある。中国名は裂葉榆。ヤハズレという和名の別名もあり、葉の形を矢筈に見立てて命名されたものである。

## 分布
日本、サハリン、朝鮮半島、中国北部に分布する。日本では北海道・本州・九州（及び四国）に分布し、本州以南では山地で見られる。涼しい地方で成育し、本州では東北地方や信州、木曽などに多いとされる。オヒョウは水が十分にあって洪水がなく、肥沃な土地を好む性質で、ハルニレと同じような場所に自生する。

## 特徴
落葉広葉樹の高木で、高さ約25メートル (m) に達する。樹皮は淡灰褐色から灰褐色で、細かく縦に浅く裂け、長く剥がれ落ちる。樹皮の繊維は強靭。一年枝は淡褐色で無毛、円い皮目が散生する。葉の形は定型に当てはまらず、1枚として同じものがなく不整形（異葉性という）。多くは楕円形から広倒卵型で、葉の先のほうが噛み切られているように3〜9裂し、縁には重鋸歯が見られる。両面に白い短毛がびっしり生え、ざらついた手触り。
花期は春（4 - 6月ごろ）で、新葉の出る前に、花弁がない淡紅色の小花が束状に咲く。果実は長さ2cmほどの扁平な楕円形をした翼果で、6月頃、褐色に成熟する。
冬芽は卵形の鱗芽で先が尖り、濃い栗色でつやがあり、5 - 6枚の芽鱗に包まれている。枝先に仮頂芽をつけ、側芽は葉痕からややずれて枝に互生する。葉痕は半円形で、維管束痕が3個つく。

## 利用
樹皮（靭皮：内樹皮）の繊維は、長くて非常に強靭で北方の樹種の中でも最も優れており、織物や縄の原料になる。アイヌはこれを染色して、アットゥㇱ（attus 厚司）という布や衣類を織る（同じ用途のシナノキより高級・希少とされる）。別名のアツシノキはこのことに由来。アツシ織は北方民族の作品としては、最も優れたもののひとつである。樹皮がオピウ（opiw）とよばれるのは、オヒョウの樹皮がアイヌにとって、最良の樹皮布が採れる役立つものであったからだといわれている。オヒョウから樹皮を剥いで1週間を限度に、池などの水につけて繊維を採るが、温泉のほうが繊維が白くきれいに仕上がるといわれる。
樹木は器具材、薪炭材、パルプに利用できる。